# Вюрландер, Фридольф
Фридольф Вюрландер (фин. Fridolf Weurlander; 9 января 1851, Куопио — 27 мая 1900, Куопио) – финский художник-пейзажист. Родился в семье почтальона Йохана Вурландера. В 1872 году поступил в школу рисования финского художественного общества, учился под руководством художника Ялмара Мюнстеръелма. Первая выставка Вюрландера состоялась в 1875 году. Завершил своё художественное образование в Дюссельдорфе. За свою недолгую жизнь создал такие произведения как Водопад (1872), Сорсакоски (1880),  Пейзаж близ Куопио (1887), Лунный свет, (1892).

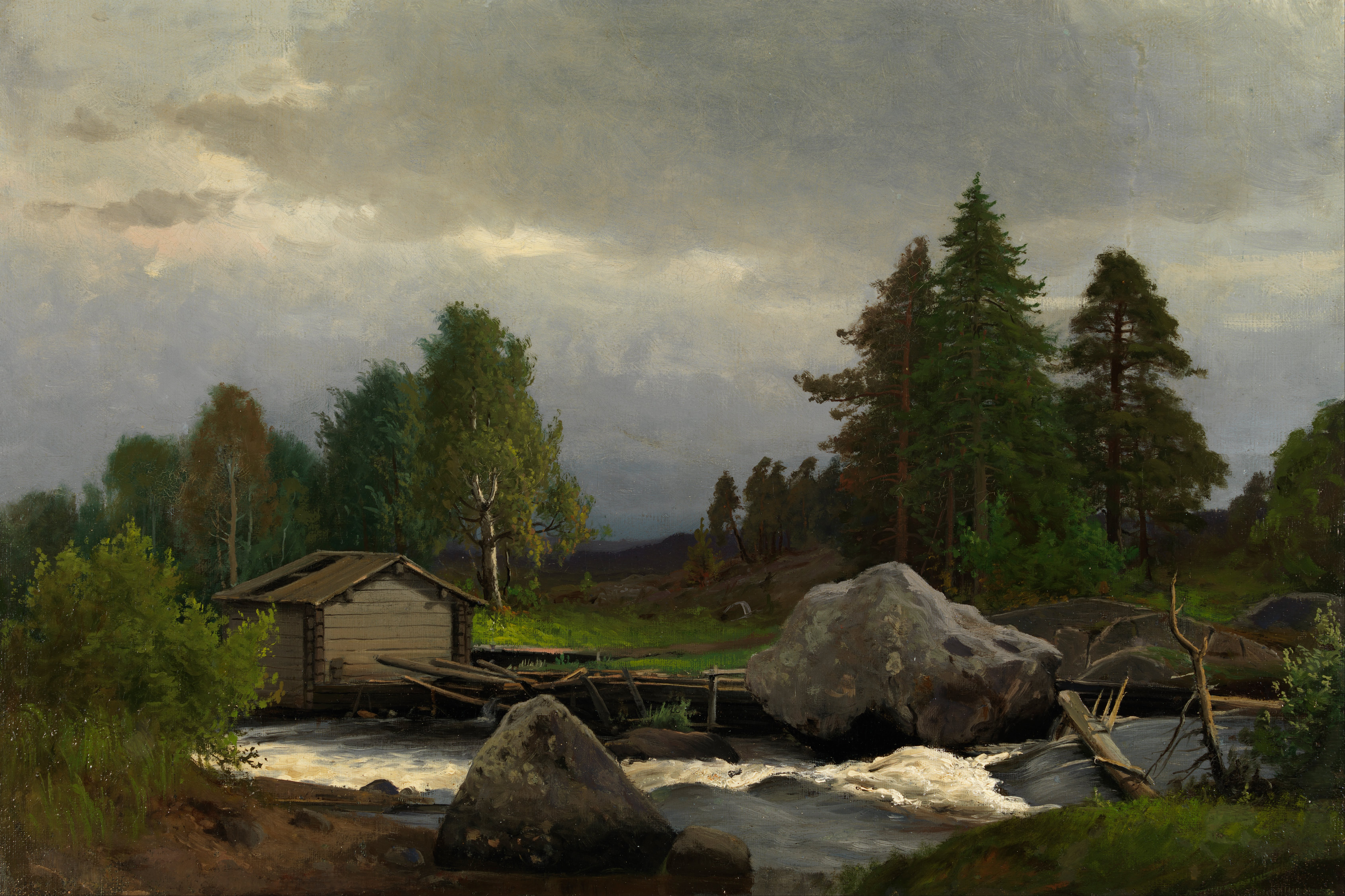
Сарсакоски, 1880
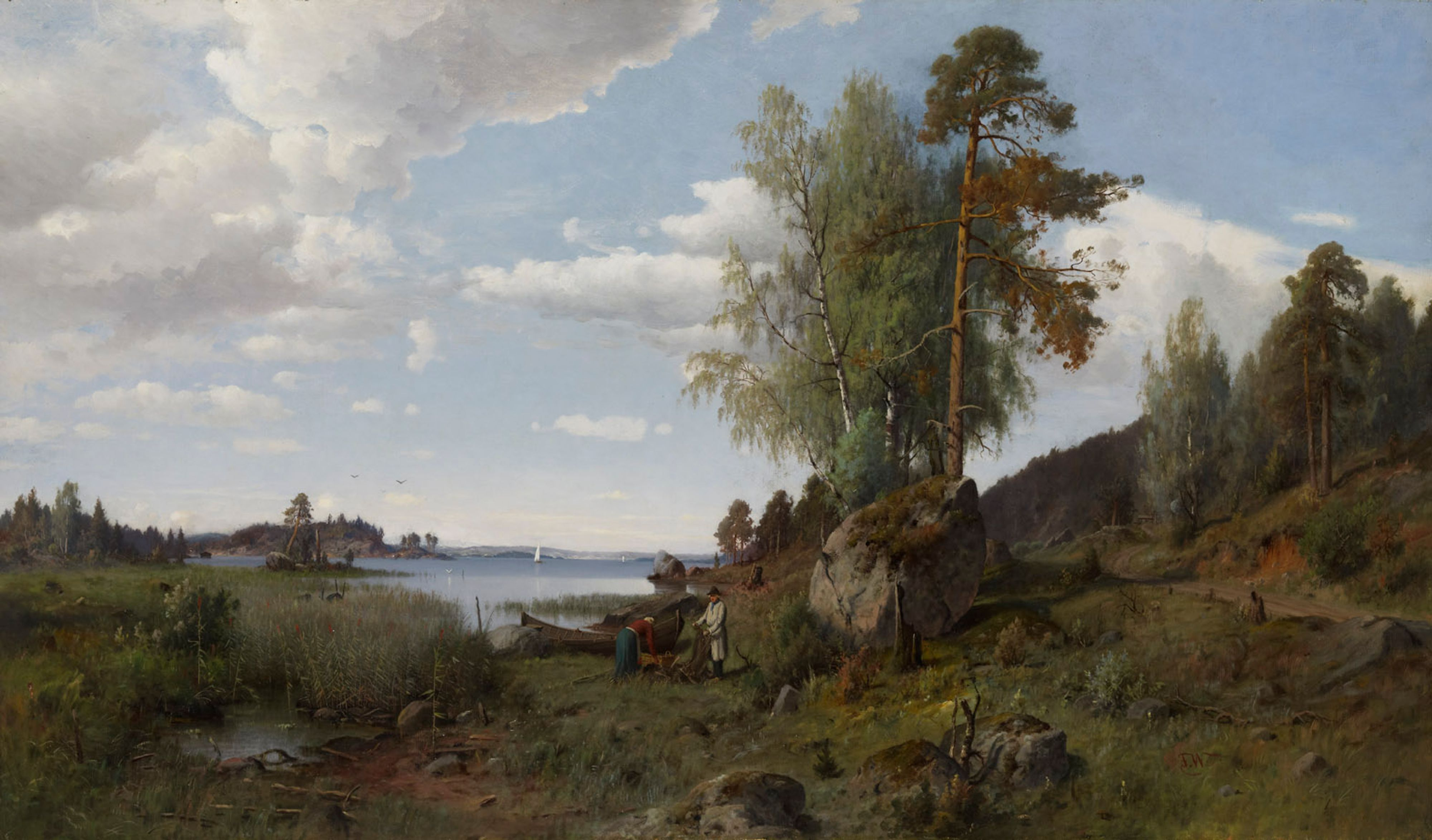
Пейзаж около Саво, 1882
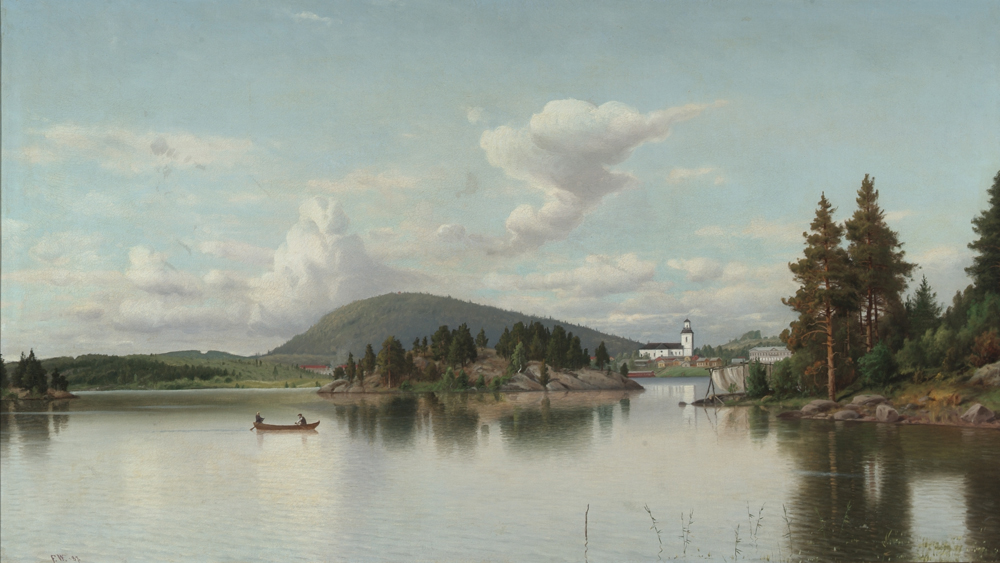
Пейзаж близь Куопио, 1887
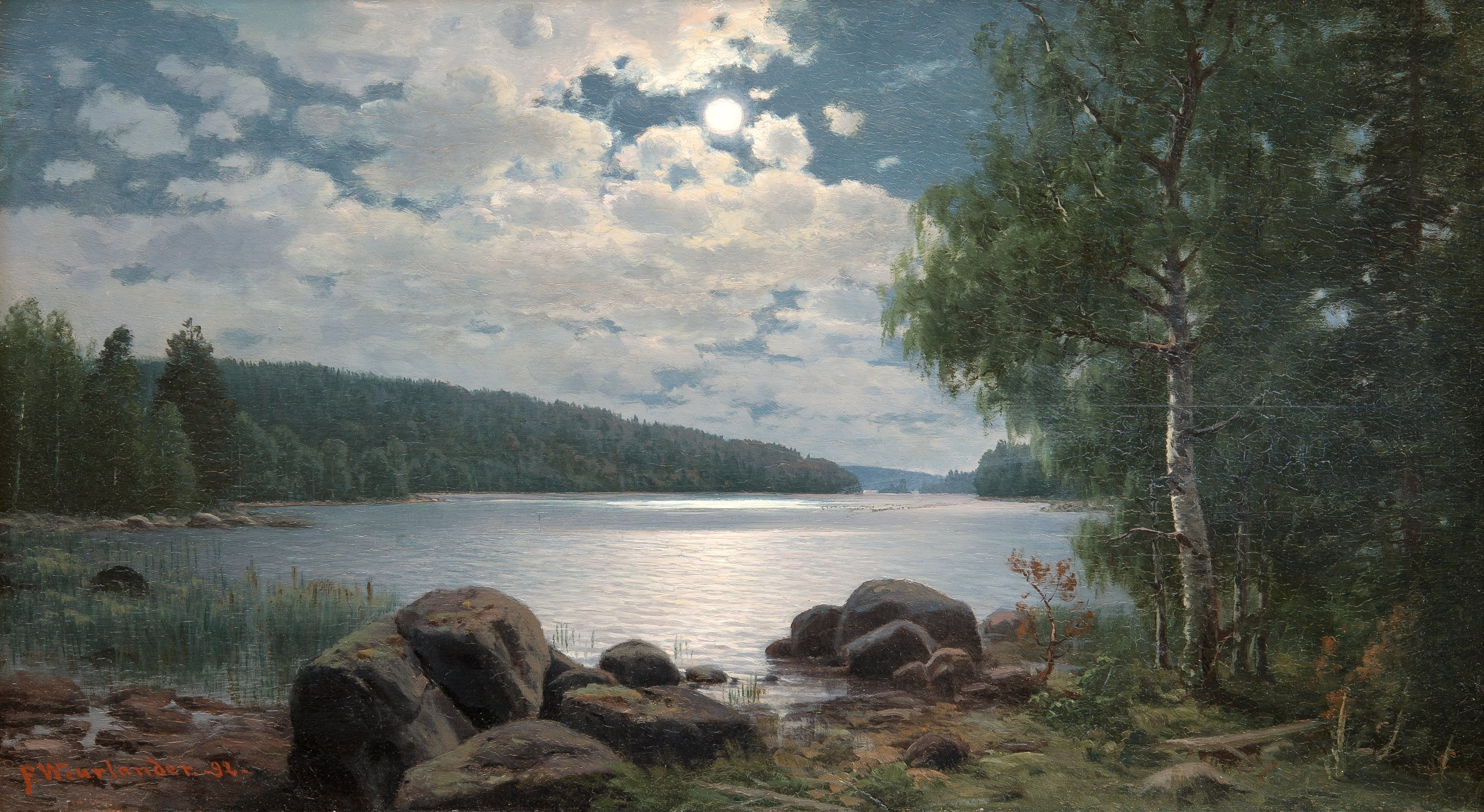
Лунный свет, 1892